# Michael Kemper
Michael Kemper (* 1966) ist ein deutscher Historiker.

## Leben
Er studierte Slawistik sowie Islam- und Orientalistik an der Universität Bochum. Er ist Professor und Lehrstuhlinhaber für Osteuropastudien an der Universität von Amsterdam.
Seine Forschungsschwerpunkte sind der Islam in Russland, Zentralasien und im Kaukasus sowie die Geschichte der Orientalistik in Europa.

## Schriften (Auswahl)
- Sufis und Gelehrte in Tatarien und Baschkirien, 1789–1889. Der islamische Diskurs unter russischer Herrschaft. Berlin 1998, ISBN 3-87997-270-2.
- Herrschaft, Recht und Islam in Daghestan. Von den Khanaten und Gemeindebünden zum ǧihād-Staat. Wiesbaden 2005, ISBN 3-89500-414-6.
- Studying Islam in the Soviet Union. Amsterdam 2009, ISBN 978-90-5629-565-3.
- mit Ralf Elger (Hgg.): The piety of learning. Islamic studies in honor of Stefan Reichmuth. Leiden 2017, ISBN 978-90-04-34982-7.